# 川辺女王
川辺女王（かわべじょおう/かわべののおおきみ、生年不明 - 弘仁元年9月28日（810年10月29日））は、奈良時代から平安時代にかけての日本の皇族。舎人親王の孫で、三島王の娘。位階は従四位下。

## 生涯
叔父の大炊王（淳仁天皇）が天皇として即位したため、天平宝字3年（759年）、妹の葛女王とともに二世皇族扱いとされ、無位から従四位下に叙せられた。ところが、藤原仲麻呂の乱による淳仁天皇廃位により、妹ともども伊豆国に配流され、宝亀2年（771年）になって、属籍（皇籍）を回復した。同4年（773年）3月、本位の従五位下に回復されたとあるが、これより、先の従四位下叙爵は従五位下の誤りとする意見と同時に、淳仁天皇廃位のため、二世皇族扱いでなくなったためだとする説もある。その後、延暦4年（785年）正月、正五位下まで昇叙。弘仁元年（810年）9月、散事・従四位下で卒去。

## 官歴
『六国史』による
- 天平宝字3年（759年）6月16日：従四位下
- 時期不詳：皇籍剥奪
- 宝亀2年（771年） 7月11日：皇籍回復
- 宝亀4年（773年）3月9日：従五位下（復位）
- 時期不詳：従五位上
- 延暦4年（785年）正月9日：正五位下
- 時期不詳:従四位下・散事
- 弘仁元年（810年）9月28日：卒去